# Stellungs-Werfer-Brigade 300
Die Stellungs-Werfer-Brigade 300 war eine deutsche Nebelwerfer-Brigade im Zweiten Weltkrieg.

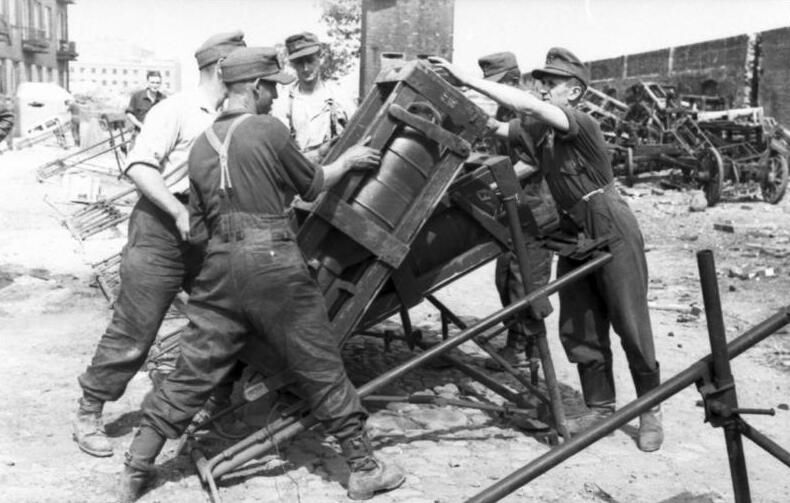
Wurfgerät 41 beim Aufmunitionieren, Stellungs-Werfer-Batterie 201, Warschau, August 1944.

## Geschichte
Im August 1944 wurde die Stellungs-Werfer-Brigade 300 mit dem Stellungs-Werfer-Regiment 102 und dem Stellungs-Werfer-Regiment 103 im Wehrkreis XI aufgestellt.
Im Januar 1945 wurde die Brigade bereits aufgelöst und in die Volks-Werfer-Brigade 3 eingegliedert, welche im März 1944 durch Umgliederung im Wehrkreis XI gebildet und im November 1944 umbenannt wurde. Die Volks-Werfer-Brigade 3 kämpfte bis Kriegsende an der Oder.